# ∊
∊ или ∈ — принадлежность элемента к чему-либо (множеству, промежутку и т.д.) в математике. 
Например, для обозначения принадлежности элемента «а» к множеству «А» используется запись «а ∈ А». Принадлежность означает соответствие элемента к множеству. 
Знак принадлежности устанавливает связь между двумя и более элементами. 
Противоположным является знак «∉» - непринадлежность. Например, точка «C» не принадлежит прямой «АВ»: запись - «C ∉ АВ». Устанавливает отсутствие связи между двумя и более элементами.